# Richard Anderson (Schauspieler)

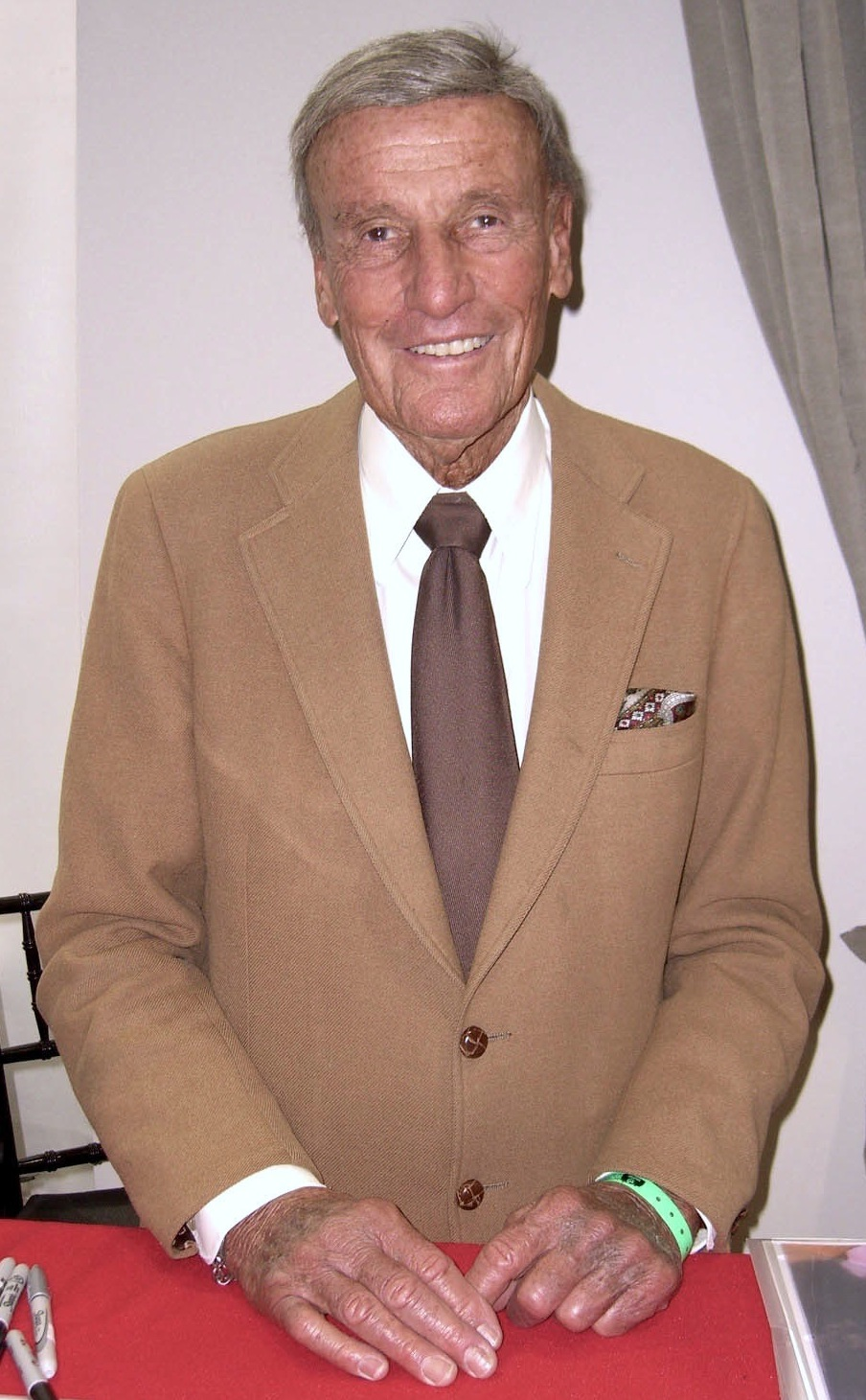
Richard Anderson (2010)

Richard Norman Anderson (* 8. August 1926 in Long Branch, New Jersey; † 31. August 2017 in Beverly Hills, Kalifornien) war ein US-amerikanischer Schauspieler. Seine bekannteste Rolle ist die des Oscar Goldman in der Fernsehserie Der Sechs-Millionen-Dollar-Mann.

## Leben und Wirken
Richard Anderson wurde 1926 als Sohn von Olga Lurie und Harry Anderson in New Jersey geboren. Er spielte bereits an der High School als Laiendarsteller Theater und studierte bis 1944 an der Universität von Los Angeles. Von 1946 bis 1947 erhielt er eine Schauspielausbildung am dortigen Actor’s Lab. Sein Debüt gab Anderson im Jahr 1946 als Komparse – er spielte einen Speerträger – in dem Stück Volpone am Las Palmas Theatre.
Kurz darauf folgten Angebote vom Film. Andersons Rollen waren oft glatte und korrekte Typen, kultivierte und urbane Anzug- und Uniformträger, wie in Stanley Kubricks Meisterwerk Wege zum Ruhm, wo er an der Seite von Kirk Douglas in der Rolle eines Majors zu sehen war. Auch spielte er oftmals brave Söhne oder Schwiegersöhne wie beispielsweise den kultivierten Alan Stewart in Martin Ritts Südstaaten-Drama Der lange heiße Sommer. Andersons Filmfiguren besaßen oft weder Ecken noch Kanten und standen meist auf der „richtigen Seite des Gesetzes“.
Anderson war in den 1960er- und 1970er-Jahren einer der bestbeschäftigten amerikanischen Fernsehschauspieler, man sah ihn als Gast in vielen Fernsehserien, wie beispielsweise in Der Chef, Big Valley, Mannix, FBI, Columbo und Rauchende Colts. In der Anwaltsserie Perry Mason war er in einer der Hauptrollen zu sehen. Seine Rolle als Oscar Goldman in den Fernsehserien Der Sechs-Millionen-Dollar-Mann und Die Sieben-Millionen-Dollar-Frau aus den 1970er-Jahren ist eine seiner bekanntesten. Ebenso war er auch in der Pilotfolge von Knight Rider zu sehen, wo er die Rolle des Dr. Ralph Wesley spielte. Bis Ende der 1990er-Jahre war Anderson regelmäßig im Fernsehen als Darsteller tätig. In den USA war Anderson auch als kommerzieller Sprecher der Shell Oil Company als „The Shell Answer Man“ bekannt.

## Privatleben
Anderson war zweimal verheiratet; beide Ehen wurden geschieden: von 1955 bis 1956 mit Carol Lee Ladd, der Stieftochter Alan Ladds; sowie von 1961 bis 1973 mit Katharine Thalberg, der Tochter von Norma Shearer und Irving Thalberg. Aus zweiter Ehe gingen drei Kinder hervor. Er starb am 31. August 2017 im Alter von 91 Jahren in seinem Haus in Beverly Hills.
Dem Schauspieler wurde im Oktober 2007 eine Goldene Palme auf dem Walk of Stars in Palm Springs, Kalifornien gewidmet.

## Filmografie (Auswahl)
- 1947: Mexikanische Romanze (The Pearl/La perla)
- 1948: Der Kommandeur (Twelve O’Clock High)
- 1949: The Vanishing Westerner
- 1950: Grund zur Aufregung (Cause for Alarm!)
- 1950: Mein Leben gehört mir (A Life of Her Own)
- 1950: Die Ehrgeizige (Payment on Demand)
- 1950: The Magnificent Yankee
- 1951: Colorado
- 1951: Hübsch, jung und verliebt (Rich, Young and Pretty)
- 1951: Mein Mann will heiraten (Grounds for Marriage)
- 1951: Der Mordprozeß O’Hara (The People Against O’Hara)
- 1951: Anwalt des Verbrechens (The Unknown Man)
- 1952: Scaramouche, der galante Marquis (Scaramouche)
- 1952: Nur dies eine Mal (Just This Once)
- 1952: Du und keine andere (Dream Wife)
- 1952: War es die große Liebe? (The Story of Three Loves)
- 1952: Fotograf aus Liebe (I Love Melvin)
- 1953: Eine Chance für Suzy (Give a Girl a Break)
- 1953: Verrat im Fort Bravo (Escape From Fort Bravo)
- 1954: Verraten (Betrayed)
- 1954: Alt Heidelberg (The Student Prince)
- 1954: In Frisco vor Anker (Hit the Deck)
- 1956: Alarm im Weltall (Forbidden Planet)
- 1956: Schrei in der Nacht (A Cry in the Night)
- 1956: Die unsichtbare Front (Three Brave Men)
- 1957: Der Mann, der niemals lachte (The Buster Keaton Story)
- 1957: Wege zum Ruhm (Paths of Glory)
- 1958: König der Spaßmacher (Merry Andrew)
- 1958: Der lange heiße Sommer (The Long Hot Summer)
- 1958: Der Zwang zum Bösen (Compulsion)
- 1958: Drauf und dran (Gunfight at Dodge City)
- 1960: Auf schrägem Kurs (The Wackiest Ship in the Army)
- 1962: Der Kommodore (A Gathering of Eagles)
- 1962: Die Rache des Johnny Cool (Johnny Cool)
- 1963: Sieben Tage im Mai (Seven Days in May)
- 1964: Das Mädchen mit der Peitsche (Kitten With a Whip)
- 1964–1966: Perry Mason (Fernsehserie, 26 Folgen)
- 1966: Der Mann, der zweimal lebte (Seconds)
- 1966: Der Ritt zum Galgenbaum (The Ride to Hangman’s Tree)
- 1969: Tora! Tora! Tora!
- 1969: Planet der Giganten (Land of the Giants) (Fernsehserie, 1 Episode)
- 1970: Frauen der Ärzte (Doctors’ Wives)
- 1970: Macho Callahan (Macho Callahan)
- 1970–1971: Dan Oakland (Fernsehserie, 26 Folgen)
- 1971: Sein letzter Ritt (The Honkers)
- 1971: Columbo: Schritte aus dem Schatten (Lady in Waiting) (Fernsehreihe)
- 1972: Spiel dein Spiel (Play It as It Lays)
- 1973: Black Eye
- 1973: Barnaby Jones (Fernsehserie, 1 Folge)
- 1973: The New Perry Mason (Fernsehserie, 1 Folge)
- 1974–1978: Der Sechs-Millionen-Dollar-Mann (The Six Million Dollar Man) (Fernsehserie, 99 Folgen)
- 1976–1978: Die Sieben-Millionen-Dollar-Frau (The Bionic Woman) (Fernsehserie, 58 Folgen)
- 1981: Drei Engel für Charlie (Fernsehserie, 1 Folge)
- 1982: Knight Rider (Fernsehserie, Episode 1x01)
- 1983: Ein Colt für alle Fälle (Fernsehserie, Episode 3x08)
- 1984–1985: Mode, Models und Intrigen (Cover Up) (Fernsehserie, 13 Folgen)
- 1985: Das A-Team (Fernsehserie, 1 Folge)
- 1986–1987: Der Denver-Clan (Dynasty) (Fernsehserie, 9 Folgen)
- 1987: Die Kinder von Stepford (The Stepford Children) (Fernsehfilm)
- 1989: Mord ist ihr Hobby (Murder, She Wrote) (Fernsehserie, 2 Folgen)
- 1991: The Player
- 1993: Gettysburg
- 1993–1997: Kung Fu – Im Zeichen des Drachen (Kung Fu: The Legend Continues) (Fernsehserie, 83 Folgen, als Erzähler)
- 1993: Auf Ehre und Gewissen (The Glass Shield)
- 1997: Breakout
- 2015: The Blood Trail